# Virgilio Fossati
Virgillio Fossati (ur. 12 września 1889 w Mediolanie, zm. 25 grudnia 1916 w pobliżu Monfalcone) – włoski piłkarz, pierwszy trener Interu Mediolan.
W Interze zagrał 97 razy strzelając 4 gole, był pierwszym piłkarzem Interu, który zagrał w reprezentacji Włoch.
Jego karierę zakończyła I wojna światowa, w której zginął walcząc w bitwie z wojskami Austro-Węgier.